# 茨城県の廃止市町村一覧
茨城県の廃止市町村一覧（いばらきけんのはいししちょうそんいちらん）は、茨城県における市制・町村制施行（1889年4月1日）後に、市町村合併や他の自治体に統合されることなどにより廃止した市町村の一覧である。単なる名称の変更は対象としない。
- 町村が「町制」・「市制」を施行し町・市となるケース
  - 「市町村」以外の表記名を変更しなかった自治体は一覧に含まれない。（例：古河町→旧・古河市）
  - 町制・市制を施行した際に名称を変更した場合も一覧に含まれない。（例：東下村→波崎町）
- 市町村が名称変更した場合は一覧に含まれない。
- 所属郡が変更になった場合は一覧に含まれない。
- 市町村合併で廃止した市町村のケース
  - 編入合併した場合の、存続市町村は廃止に当たらないので一覧に含まれない。
  - 編入合併した場合の、廃止した市町村は一覧に含まれる。
  - 新設合併した場合の、廃止した市町村は一覧に含まれる。
  - 新設合併した場合の、名称が残った市町村も一覧に含まれる。（例：旧・古河市→新・古河市）
- 分割や分立をしたケース
  - 分割で廃止した市町村は一覧に含まれる。
  - 分立で存続した市町村は一覧に含まれない。（例：依上村一部→佐原村。依上村は存続）

## 1939年以前
- 東茨城郡常磐村 （1933年3月15日）水戸市に編入のため
- 新治郡中家村 （1937年4月1日）新治郡土浦町に編入のため
- 筑波郡鹿島村 （1938年4月17日）筑波郡谷原村新設のため
- 筑波郡長崎村 （1938年4月17日）筑波郡谷原村新設のため
- 多賀郡河原子町 （1939年4月1日）多賀郡多賀町新設のため
- 多賀郡国分村 （1939年4月1日）多賀郡多賀町新設のため
- 多賀郡鮎川村 （1939年4月1日）多賀郡多賀町新設のため
- 新治郡東村 （1939年6月1日）新治郡土浦町に編入のため
- 多賀郡日立町 （1939年9月1日）日立市新設のため
- 多賀郡助川町 （1939年9月1日）日立市新設のため

## 1940年 - 1949年
- 那珂郡勝田村 （1940年4月29日）那珂郡勝田町新設のため
- 那珂郡中野村 （1940年4月29日）那珂郡勝田町新設のため
- 那珂郡川田村 （1940年4月29日）那珂郡勝田町新設のため
- 新治郡土浦町 （1940年11月3日）土浦市新設のため
- 新治郡真鍋町 （1940年11月3日）土浦市新設のため
- 多賀郡坂上村 （1941年2月11日）多賀郡多賀町に編入のため
- 稲敷郡源清田村 （1942年8月1日）稲敷郡瑞穂村新設のため
- 稲敷郡長竿村 （1942年8月1日）稲敷郡瑞穂村新設のため
- 北相馬郡井野村 （1947年3月13日）北相馬郡取手町に編入のため
- 新治郡都和村 （1947年9月1日）土浦市に編入のため

## 1950年 - 1954年
- 真壁郡（旧）下館町 （1951年4月1日）真壁郡下館町新設のため
- 真壁郡伊讃村 （1951年4月1日）真壁郡下館町新設のため
- 東茨城郡緑岡村 （1952年4月1日）水戸市に編入のため
- 新治郡高浜町 （1953年11月16日）新治郡石岡町に編入のため
- 真壁郡雨引村 （1954年1月22日）真壁郡大和村新設のため
- 真壁郡大国村 （1954年1月22日）真壁郡大和村新設のため
- 真壁郡竹島村 （1954年2月1日）真壁郡下館町に編入のため
- 真壁郡養蚕村 （1954年2月1日）真壁郡下館町に編入のため
- 結城郡山川村 （1954年3月14日）結城郡結城町に編入のため
- 真壁郡五所村 （1954年3月15日）真壁郡下館町（即日市制、下館市）に編入のため
- 真壁郡中村 （1954年3月15日）真壁郡下館町（即日市制、下館市）に編入のため
- 真壁郡河間村 （1954年3月15日）真壁郡下館町（即日市制、下館市）に編入のため
- 真壁郡大田村 （1954年3月15日）真壁郡下館町（即日市制、下館市）に編入のため
- 真壁郡嘉田生崎村 （1954年3月15日）真壁郡下館町（即日市制、下館市）に編入のため
- 結城郡絹川村 （1954年3月15日）結城郡結城町（即日市制、結城市）に編入のため
- 結城郡江川村 （1954年3月15日）結城郡結城町（即日市制、結城市）に編入のため
- 結城郡上山川村 （1954年3月15日）結城郡結城町（即日市制、結城市）に編入のため
- 新治郡新治村 （1954年3月20日）新治郡千代田村新設のため
- 新治郡志筑村 （1954年3月20日）新治郡千代田村新設のため
- 新治郡七会村 （1954年3月20日）新治郡千代田村新設のため
- 稲敷郡馴柴村 （1954年3月20日）稲敷郡龍ケ崎町（即日市制、龍ケ崎市）に編入のため
- 稲敷郡大宮村 （1954年3月20日）稲敷郡龍ケ崎町（即日市制、龍ケ崎市）に編入のため
- 稲敷郡八原村 （1954年3月20日）稲敷郡龍ケ崎町（即日市制、龍ケ崎市）に編入のため
- 稲敷郡長戸村 （1954年3月20日）稲敷郡龍ケ崎町（即日市制、龍ケ崎市）に編入のため
- 北相馬郡川原代村 （1954年3月20日）稲敷郡龍ケ崎町（即日市制、龍ケ崎市）に編入のため
- 北相馬郡北文間村 （1954年3月20日）稲敷郡龍ケ崎町（即日市制、龍ケ崎市）に編入のため
- 那珂郡前渡村 （1954年3月30日）那珂郡勝田町・那珂湊町に分割編入のため
- 那珂郡平磯町 （1954年3月31日）那珂郡那珂湊町（即日市制、那珂湊市）に編入のため
- 稲敷郡（旧）牛久町 （1954年4月1日）稲敷郡牛久町新設のため
- 稲敷郡岡田村 （1954年4月1日）稲敷郡牛久町新設のため
- 真壁郡大宝村 （1954年4月1日）真壁郡下妻町に編入のため
- 真壁郡騰波ノ江村 （1954年4月1日）真壁郡下妻町に編入のため
- 真壁郡上妻村 （1954年6月1日）真壁郡下妻町（即日市制、下妻市）に編入のため
- 結城郡総上村 （1954年6月1日）真壁郡下妻町（即日市制、下妻市）に編入のため
- 結城郡豊加美村 （1954年6月1日）真壁郡下妻町（即日市制、下妻市）に編入のため
- 筑波郡高道祖村 （1954年6月1日）真壁郡下妻町（即日市制、下妻市）に編入のため
- 筑波郡三島村 （1954年7月1日）筑波郡伊奈村新設のため
- 筑波郡谷井田村 （1954年7月1日）筑波郡伊奈村新設のため
- 筑波郡豊村 （1954年7月1日）筑波郡伊奈村新設のため
- 筑波郡小張村 （1954年7月1日）筑波郡伊奈村新設のため
- 結城郡豊岡村 （1954年7月10日）結城郡水海道町（即日市制、水海道市）に編入のため
- 結城郡菅原村 （1954年7月10日）結城郡水海道町（即日市制、水海道市）に編入のため
- 結城郡大花羽村 （1954年7月10日）結城郡水海道町（即日市制、水海道市）に編入のため
- 結城郡三妻村 （1954年7月10日）結城郡水海道町（即日市制、水海道市）に編入のため
- 結城郡五箇村 （1954年7月10日）結城郡水海道町（即日市制、水海道市）に編入のため
- 結城郡大生村 （1954年7月10日）結城郡水海道町（即日市制、水海道市）に編入のため
- 北相馬郡坂手村 （1954年7月10日）結城郡水海道町（即日市制、水海道市）に編入のため
- 久慈郡佐都村 （1954年7月15日）久慈郡太田町（即日市制・改称、常陸太田市）に編入のため
- 久慈郡誉田村 （1954年7月15日）久慈郡太田町（即日市制・改称、常陸太田市）に編入のため
- 久慈郡機初村 （1954年7月15日）久慈郡太田町（即日市制・改称、常陸太田市）に編入のため
- 久慈郡西小沢村 （1954年7月15日）久慈郡太田町（即日市制・改称、常陸太田市）に編入のため
- 久慈郡佐竹村 （1954年7月15日）久慈郡太田町（即日市制・改称、常陸太田市）に編入のため
- 久慈郡幸久村 （1954年7月15日）久慈郡太田町（即日市制・改称、常陸太田市）に編入のため
- 鹿島郡（旧）鹿島町 （1954年9月15日）鹿島郡鹿島町新設のため
- 鹿島郡高松村 （1954年9月15日）鹿島郡鹿島町新設のため
- 鹿島郡豊津村 （1954年9月15日）鹿島郡鹿島町新設のため
- 鹿島郡豊郷村 （1954年9月15日）鹿島郡鹿島町新設のため
- 鹿島郡波野村 （1954年9月15日）鹿島郡鹿島町新設のため
- 結城郡（旧）石下町 （1954年10月1日）結城郡石下町新設のため
- 結城郡豊田村 （1954年10月1日）結城郡石下町新設のため
- 結城郡岡田村 （1954年10月1日）結城郡石下町新設のため
- 結城郡飯沼村 （1954年10月1日）結城郡石下町新設のため
- 結城郡玉村 （1954年10月1日）分割し、結城郡石下町新設、宗道村に編入のため
- 那珂郡佐野村 （1954年11月1日）那珂郡勝田町（即日市制、勝田市）に編入のため
- 新治郡上大津村 （1954年11月1日）土浦市に編入のため
- 真壁郡長讃村 （1954年11月2日）真壁郡真壁町・大村町に分割編入のため
- 稲敷郡（旧）江戸崎町 （1954年11月3日）稲敷郡江戸崎町新設のため
- 稲敷郡君賀村 （1954年11月3日）稲敷郡江戸崎町新設のため
- 稲敷郡沼里村 （1954年11月3日）稲敷郡江戸崎町新設のため
- 稲敷郡鳩崎村 （1954年11月3日）稲敷郡江戸崎町新設のため
- 稲敷郡高田村 （1954年11月3日）稲敷郡江戸崎町新設のため
- 真壁郡大村町 （1954年11月3日）真壁郡明野町新設のため
- 真壁郡上野村 （1954年11月3日）真壁郡明野町新設のため
- 真壁郡鳥羽村 （1954年11月3日）真壁郡明野町新設のため
- 真壁郡村田村 （1954年11月3日）真壁郡明野町新設のため
- 東茨城郡磯浜町 （1954年11月3日）東茨城郡大洗町新設のため
- 東茨城郡大貫町 （1954年11月3日）東茨城郡大洗町新設のため
- 多賀郡高萩町 （1954年11月23日）高萩市新設のため
- 多賀郡松岡町 （1954年11月23日）高萩市新設のため
- 多賀郡高岡村 （1954年11月23日）高萩市新設のため
- 西茨城郡（旧）岩間町 （1954年11月23日）西茨城郡岩間町新設のため
- 西茨城郡南川根村 （1954年11月23日）西茨城郡岩間町新設のため
- 真壁郡小栗村 （1954年12月1日）真壁郡協和村新設のため
- 真壁郡新治村 （1954年12月1日）真壁郡協和村新設のため
- 真壁郡古里村 （1954年12月1日）真壁郡協和村新設のため
- 新治郡三村 （1954年12月1日）石岡市に編入のため
- 新治郡関川村 （1954年12月1日）石岡市に編入のため
- 真壁郡（旧）真壁町 （1954年12月1日）真壁郡真壁町新設のため
- 真壁郡紫尾村 （1954年12月1日）真壁郡真壁町新設のため
- 真壁郡谷貝村 （1954年12月1日）真壁郡真壁町新設のため
- 真壁郡樺穂村 （1954年12月1日）真壁郡真壁町新設のため
- 東茨城郡（旧）小川町 （1954年12月10日）東茨城郡小川町新設のため
- 東茨城郡白河村 （1954年12月10日）東茨城郡小川町新設のため
- 東茨城郡橘村 （1954年12月10日）東茨城郡小川町新設のため

## 1955年 - 1959年
- 行方郡（旧）玉造町 （1955年1月1日）行方郡玉造町新設のため
- 行方郡手賀村 （1955年1月1日）行方郡玉造町新設のため
- 行方郡立花村 （1955年1月1日）行方郡玉造町新設のため
- 行方郡玉川村 （1955年1月1日）行方郡玉造町新設のため
- 行方郡現原村 （1955年1月1日）行方郡玉造町新設のため
- 結城郡宗道村 （1955年1月1日）結城郡千代川村新設のため
- 結城郡蚕飼村 （1955年1月1日）結城郡千代川村新設のため
- 結城郡大形村 （1955年1月1日）結城郡千代川村新設のため
- 新治郡柿岡町 （1955年1月1日）新治郡八郷町新設のため
- 新治郡林村 （1955年1月1日）新治郡八郷町新設のため
- 新治郡園部村 （1955年1月1日）新治郡八郷町新設のため
- 新治郡瓦会村 （1955年1月1日）新治郡八郷町新設のため
- 新治郡恋瀬村 （1955年1月1日）新治郡八郷町新設のため
- 新治郡葦穂村 （1955年1月1日）新治郡八郷町新設のため
- 新治郡小幡村 （1955年1月1日）新治郡八郷町新設のため
- 新治郡小桜村 （1955年1月1日）新治郡八郷町新設のため
- 北相馬郡布川町 （1955年1月1日）北相馬郡利根町新設のため
- 北相馬郡文間村 （1955年1月1日）北相馬郡利根町新設のため
- 北相馬郡文村 （1955年1月1日）北相馬郡利根町新設のため
- 北相馬郡東文間村 （1955年1月1日）北相馬郡利根町新設のため
- 結城郡西豊田村 （1955年1月1日）結城郡八千代村新設のため
- 結城郡中結城村 （1955年1月1日）結城郡八千代村新設のため
- 結城郡安静村 （1955年1月1日）結城郡八千代村新設のため
- 結城郡下結城村 （1955年1月1日）結城郡八千代村新設のため
- 真壁郡川西村 （1955年1月1日）結城郡八千代村新設のため
- 稲敷郡十余島村 （1955年1月5日）稲敷郡東村新設のため
- 稲敷郡本新島村 （1955年1月5日）稲敷郡東村新設のため
- 稲敷郡伊崎村 （1955年1月5日）稲敷郡東村新設のため
- 西茨城郡宍戸町 （1955年1月15日）西茨城郡友部町新設のため
- 西茨城郡大原村 （1955年1月15日）西茨城郡友部町新設のため
- 西茨城郡北川根村 （1955年1月15日）西茨城郡友部町新設のため
- 猿島郡生子菅村 （1955年2月1日）猿島郡富里村新設のため
- 猿島郡逆井山村 （1955年2月1日）猿島郡富里村新設のため
- 筑波郡（旧）筑波町 （1955年2月1日）筑波郡筑波町新設のため
- 筑波郡北条町 （1955年2月1日）筑波郡筑波町新設のため
- 筑波郡田水山村 （1955年2月1日）筑波郡筑波町新設のため
- 筑波郡田井村 （1955年2月1日）筑波郡筑波町新設のため
- 筑波郡小田村 （1955年2月1日）筑波郡筑波町新設のため
- 稲敷郡奥野村 （1955年2月10日）稲敷郡牛久町に編入のため
- 西茨城郡（旧）笠間町 （1955年2月11日）西茨城郡笠間町新設のため
- 西茨城郡大池田村 （1955年2月11日）西茨城郡笠間町新設のため
- 西茨城郡北山内村 （1955年2月11日）西茨城郡笠間町新設のため
- 西茨城郡南山内村 （1955年2月11日）西茨城郡笠間町新設のため
- 東茨城郡伊勢畑村 （1955年2月11日）東茨城郡御前山村新設のため
- 那珂郡野口村 （1955年2月11日）東茨城郡御前山村新設のため
- 東茨城郡石塚町 （1955年2月11日）東茨城郡常北町新設のため
- 東茨城郡小松村 （1955年2月11日）東茨城郡常北町新設のため
- 東茨城郡西郷村 （1955年2月11日）東茨城郡常北町新設のため
- 行方郡（旧）潮来町 （1955年2月11日）行方郡潮来町新設のため
- 行方郡津知村 （1955年2月11日）行方郡潮来町新設のため
- 行方郡延方村 （1955年2月11日）行方郡潮来町新設のため
- 行方郡大生原村 （1955年2月11日）行方郡潮来町新設のため
- 久慈郡諸富野村 （1955年2月11日）久慈郡下小川村・那珂郡山方町に分割編入のため
- 新治郡下大津村 （1955年2月11日）新治郡出島村新設のため
- 新治郡美並村 （1955年2月11日）新治郡出島村新設のため
- 新治郡牛渡村 （1955年2月11日）新治郡出島村新設のため
- 新治郡佐賀村 （1955年2月11日）新治郡出島村新設のため
- 新治郡安飾村 （1955年2月11日）新治郡出島村新設のため
- 新治郡志士庫村 （1955年2月11日）新治郡出島村新設のため
- 多賀郡櫛形村 （1955年2月11日）多賀郡十王村新設のため
- 多賀郡黒前村 （1955年2月11日）多賀郡十王村新設のため
- 東茨城郡長岡町 （1955年2月11日）東茨城郡茨城町新設のため
- 東茨城郡上野合村 （1955年2月11日）東茨城郡茨城町新設のため
- 東茨城郡川根村 （1955年2月11日）東茨城郡茨城町新設のため
- 鹿島郡沼前村 （1955年2月11日）東茨城郡茨城町新設のため
- 東茨城郡圷村 （1955年2月11日）東茨城郡桂村新設のため
- 東茨城郡岩船村 （1955年2月11日）東茨城郡桂村新設のため
- 東茨城郡沢山村 （1955年2月11日）東茨城郡桂村新設のため
- 猿島郡幸島村 （1955年2月11日）猿島郡三和村新設のため
- 猿島郡八俣村 （1955年2月11日）猿島郡三和村新設のため
- 結城郡名崎村 （1955年2月11日）猿島郡三和村新設のため
- 北相馬郡（旧）取手町 （1955年2月15日）北相馬郡取手町新設のため
- 北相馬郡小文間村 （1955年2月15日）北相馬郡取手町新設のため
- 北相馬郡寺原村 （1955年2月15日）北相馬郡取手町新設のため
- 北相馬郡稲戸井村 （1955年2月15日）北相馬郡取手町新設のため
- 北相馬郡高井村 （1955年2月15日）分割し、北相馬郡取手町新設、守谷町に編入のため
- 鹿島郡矢田部村 （1955年2月15日）鹿島郡波崎町に編入のため
- 多賀郡多賀町 （1955年2月15日）日立市に編入のため
- 多賀郡日高村 （1955年2月15日）日立市に編入のため
- 久慈郡久慈町 （1955年2月15日）日立市に編入のため
- 久慈郡坂本村 （1955年2月15日）日立市に編入のため
- 久慈郡東小沢村 （1955年2月15日）日立市に編入のため
- 久慈郡中里村 （1955年2月15日）日立市に編入のため
- 北相馬郡相馬町 （1955年2月21日）北相馬郡藤代町新設のため
- 北相馬郡六郷村 （1955年2月21日）北相馬郡藤代町新設のため
- 北相馬郡山王村 （1955年2月21日）北相馬郡藤代町新設のため
- 北相馬郡高須村 （1955年2月21日）分割し、北相馬郡藤代町新設、龍ケ崎市に編入のため
- 筑波郡久賀村 （1955年2月21日）分割し、北相馬郡藤代町新設、筑波郡伊奈村に編入のため
- 猿島郡（旧）岩井町 （1955年3月1日）猿島郡岩井町新設のため
- 猿島郡中川村 （1955年3月1日）猿島郡岩井町新設のため
- 猿島郡七郷村 （1955年3月1日）猿島郡岩井町新設のため
- 猿島郡神大実村 （1955年3月1日）猿島郡岩井町新設のため
- 猿島郡飯島村 （1955年3月1日）猿島郡岩井町新設のため
- 猿島郡弓馬田村 （1955年3月1日）猿島郡岩井町新設のため
- 猿島郡七重村 （1955年3月1日）猿島郡岩井町新設のため
- 猿島郡長須村 （1955年3月1日）猿島郡岩井町新設のため
- 久慈郡世矢村 （1955年3月1日）常陸太田市に編入のため
- 久慈郡河内村 （1955年3月1日）久慈郡染和田村・常陸太田市に分割編入のため
- 久慈郡山田村 （1955年3月1日）久慈郡水府村新設のため
- 久慈郡染和田村 （1955年3月1日）久慈郡水府村新設のため
- 鹿島郡息栖村 （1955年3月1日）鹿島郡神栖村新設のため
- 鹿島郡軽野村 （1955年3月1日）鹿島郡神栖村新設のため
- 北相馬郡（旧）守谷町 （1955年3月1日）北相馬郡守谷町新設のため
- 北相馬郡高野村 （1955年3月1日）北相馬郡守谷町新設のため
- 北相馬郡大野村 （1955年3月1日）北相馬郡守谷町新設のため
- 北相馬郡大井沢村 （1955年3月1日）北相馬郡守谷町新設のため
- 北相馬郡小絹村 （1955年3月1日）筑波郡谷和原村新設のため
- 筑波郡谷原村 （1955年3月1日）筑波郡谷和原村新設のため
- 筑波郡十和村 （1955年3月1日）筑波郡谷和原村新設のため
- 筑波郡福岡村 （1955年3月1日）筑波郡谷和原村新設のため
- 鹿島郡夏海村 （1955年3月3日）鹿島郡旭村新設のため
- 鹿島郡大谷村 （1955年3月3日）鹿島郡旭村新設のため
- 鹿島郡諏訪村 （1955年3月3日）鹿島郡旭村新設のため
- 鹿島郡（旧）鉾田町 （1955年3月15日）鹿島郡鉾田町新設のため
- 鹿島郡巴村 （1955年3月15日）鹿島郡鉾田町新設のため
- 鹿島郡徳宿村 （1955年3月15日）鹿島郡鉾田町新設のため
- 鹿島郡新宮村 （1955年3月15日）鹿島郡鉾田町新設のため
- 行方郡秋津村 （1955年3月15日）鹿島郡鉾田町新設のため
- 猿島郡新郷村 （1955年3月15日）古河市に編入のため
- 猿島郡勝鹿村 （1955年3月16日）猿島郡総和村新設のため
- 猿島郡岡郷村 （1955年3月16日）猿島郡総和村新設のため
- 猿島郡桜井村 （1955年3月16日）猿島郡総和村新設のため
- 猿島郡香取村 （1955年3月16日）猿島郡総和村新設のため
- 猿島郡（旧）境町 （1955年3月16日）猿島郡境町新設のため
- 猿島郡静村 （1955年3月16日）猿島郡境町新設のため
- 猿島郡長田村 （1955年3月16日）猿島郡境町新設のため
- 猿島郡猿島村 （1955年3月16日）猿島郡境町新設のため
- 猿島郡森戸村 （1955年3月16日）猿島郡境町新設のため
- 鹿島郡白鳥村 （1955年3月31日）鹿島郡大洋村新設のため
- 鹿島郡上島村 （1955年3月31日）鹿島郡大洋村新設のため
- 行方郡（旧）麻生町 （1955年3月31日）行方郡麻生町新設のため
- 行方郡太田村 （1955年3月31日）行方郡麻生町新設のため
- 行方郡大和村 （1955年3月31日）行方郡麻生町新設のため
- 行方郡小高村 （1955年3月31日）行方郡麻生町新設のため
- 行方郡行方村 （1955年3月31日）行方郡麻生町新設のため
- 東茨城郡鯉淵村 （1955年3月31日）分割し、東茨城郡内原村新設、西茨城郡友部町に編入のため
- 東茨城郡中妻村 （1955年3月31日）東茨城郡内原村新設のため
- 東茨城郡下中妻村 （1955年3月31日）東茨城郡内原村新設のため
- 西茨城郡（旧）岩瀬町 （1955年3月31日）西茨城郡岩瀬町新設のため
- 西茨城郡北那珂村 （1955年3月31日）西茨城郡岩瀬町新設のため
- 西茨城郡東那珂村 （1955年3月31日）西茨城郡岩瀬町新設のため
- 新治郡田余村 （1955年3月31日）新治郡玉里村新設のため
- 新治郡玉川村 （1955年3月31日）新治郡玉里村新設のため
- 東茨城郡下大野村 （1955年3月31日）東茨城郡常澄村新設のため
- 東茨城郡稲荷村 （1955年3月31日）東茨城郡常澄村新設のため
- 東茨城郡大場村 （1955年3月31日）東茨城郡常澄村新設のため
- 鹿島郡大同村 （1955年3月31日）鹿島郡大野村新設のため
- 鹿島郡中野村 （1955年3月31日）鹿島郡大野村新設のため
- 那珂郡石神村 （1955年3月31日）那珂郡東海村新設のため
- 那珂郡村松村 （1955年3月31日）那珂郡東海村新設のため
- 那珂郡神崎村 （1955年3月31日）那珂郡那珂町新設のため
- 那珂郡額田村 （1955年3月31日）那珂郡那珂町新設のため
- 那珂郡菅谷町 （1955年3月31日）那珂郡那珂町新設のため
- 那珂郡五台村 （1955年3月31日）那珂郡那珂町新設のため
- 那珂郡戸多村 （1955年3月31日）那珂郡那珂町新設のため
- 那珂郡芳野村 （1955年3月31日）那珂郡那珂町新設のため
- 那珂郡木崎村 （1955年3月31日）那珂郡那珂町新設のため
- 筑波郡（旧）谷田部町 （1955年3月31日）筑波郡谷田部町新設のため
- 筑波郡小野川村 （1955年3月31日）筑波郡谷田部町新設のため
- 筑波郡葛城村 （1955年3月31日）筑波郡谷田部町新設のため
- 筑波郡島名村 （1955年3月31日）筑波郡谷田部町新設のため
- 筑波郡真瀬村 （1955年3月31日）分割し、筑波郡谷田部町新設、水海道市に編入のため
- 那珂郡（旧）大宮町 （1955年3月31日）那珂郡大宮町新設のため
- 那珂郡玉川村 （1955年3月31日）那珂郡大宮町新設のため
- 那珂郡大賀村 （1955年3月31日）那珂郡大宮町新設のため
- 那珂郡大場村 （1955年3月31日）那珂郡大宮町新設のため
- 那珂郡上野村 （1955年3月31日）那珂郡大宮町新設のため
- 那珂郡静村 （1955年3月31日）分割し、那珂郡大宮町、瓜連町新設のため
- 久慈郡世喜村 （1955年3月31日）分割し、那珂郡大宮町新設、山方町に編入のため
- 那珂郡（旧）瓜連町 （1955年3月31日）那珂郡瓜連町新設のため
- 久慈郡（旧）大子町 （1955年3月31日）久慈郡大子町新設のため
- 久慈郡依上村 （1955年3月31日）久慈郡大子町新設のため
- 久慈郡袋田村 （1955年3月31日）久慈郡大子町新設のため
- 久慈郡宮川村 （1955年3月31日）久慈郡大子町新設のため
- 久慈郡佐原村 （1955年3月31日）久慈郡大子町新設のため
- 久慈郡黒沢村 （1955年3月31日）久慈郡大子町新設のため
- 久慈郡生瀬村 （1955年3月31日）久慈郡大子町新設のため
- 久慈郡上小川村 （1955年3月31日）久慈郡大子町新設のため
- 久慈郡下小川村 （1955年3月31日）分割し、久慈郡大子町新設、那珂郡山方町に編入のため
- 行方郡武田村 （1955年4月1日）行方郡北浦村新設のため
- 行方郡津澄村 （1955年4月1日）行方郡北浦村新設のため
- 行方郡要村 （1955年4月1日）行方郡北浦村新設のため
- 稲敷郡根本村 （1955年4月1日）稲敷郡新利根村新設のため
- 稲敷郡柴崎村 （1955年4月1日）稲敷郡新利根村新設のため
- 稲敷郡太田村 （1955年4月1日）稲敷郡新利根村新設のため
- 那珂郡柳河村 （1955年4月1日）水戸市に編入のため
- 東茨城郡上大野村 （1955年4月1日）水戸市に編入のため
- 東茨城郡渡里村 （1955年4月1日）水戸市に編入のため
- 東茨城郡吉田村 （1955年4月1日）水戸市に編入のため
- 東茨城郡酒門村 （1955年4月1日）水戸市に編入のため
- 東茨城郡河和田村 （1955年4月1日）分割し、東茨城郡赤塚村新設、水戸市に編入のため
- 東茨城郡上中妻村 （1955年4月1日）東茨城郡赤塚村新設のため
- 東茨城郡山根村 （1955年4月1日）分割し、東茨城郡赤塚村・飯富村新設のため
- 東茨城郡（旧）飯富村 （1955年4月1日）東茨城郡飯富村新設のため
- 稲敷郡古渡村 （1955年4月1日）稲敷郡桜川村新設のため
- 稲敷郡浮島村 （1955年4月1日）稲敷郡桜川村新設のため
- 筑波郡（旧）上郷町 （1955年4月1日）筑波郡上郷町（即日改称、豊里町）新設のため
- 筑波郡旭村 （1955年4月1日）分割し、筑波郡上郷町（即日改称、豊里町）・大穂町新設のため
- 筑波郡（旧）大穂町 （1955年4月1日）筑波郡大穂町新設のため
- 行方郡香澄村 （1955年4月1日）行方郡牛堀村新設のため
- 行方郡八代村 （1955年4月1日）行方郡牛堀村新設のため
- 多賀郡（旧）磯原町 （1955年4月1日）多賀郡磯原町新設のため
- 多賀郡華川村 （1955年4月1日）多賀郡磯原町新設のため
- 稲敷郡（旧）阿見町 （1955年4月1日）稲敷郡阿見町新設のため
- 稲敷郡朝日村 （1955年4月1日）稲敷郡阿見町新設のため
- 稲敷郡君原村 （1955年4月1日）稲敷郡阿見町新設のため
- 稲敷郡木原村 （1955年4月1日）稲敷郡霞村（即日改称、美浦村）新設のため
- 稲敷郡安中村 （1955年4月1日）稲敷郡霞村（即日改称、美浦村）新設のため
- 久慈郡郡戸村 （1955年4月15日）久慈郡金砂郷村新設のため
- 久慈郡久米村 （1955年4月15日）久慈郡金砂郷村新設のため
- 久慈郡金郷村 （1955年4月15日）久慈郡金砂郷村新設のため
- 久慈郡金砂村 （1955年4月15日）久慈郡金砂郷村新設のため
- 稲敷郡舟島村 （1955年4月20日）稲敷郡阿見町に編入のため
- 稲敷郡生板村 （1955年5月3日）稲敷郡河内村新設のため
- 稲敷郡源清田村 （1955年5月3日）稲敷郡河内村新設のため
- 稲敷郡長竿村 （1955年5月3日）稲敷郡河内村新設のため
- 筑波郡板橋村 （1955年6月10日）筑波郡伊奈村に編入のため
- 那珂郡塩田村 （1955年7月1日）那珂郡山方町・大宮町に分割編入のため
- 新治郡栄村 （1955年7月22日）新治郡桜村新設のため
- 新治郡九重村 （1955年7月22日）新治郡桜村新設のため
- 新治郡栗原村 （1955年7月22日）新治郡桜村新設のため
- 新治郡藤沢村 （1955年7月27日）新治郡新治村新設のため
- 新治郡山ノ荘村 （1955年7月27日）新治郡新治村新設のため
- 新治郡斗利出村 （1955年7月27日）新治郡新治村新設のため
- 鹿島郡若松村 （1956年2月15日）鹿島郡神栖村・波崎町に分割編入のため
- 多賀郡南中郷村 （1956年3月31日）茨城市（即日改称、北茨城市）新設のため
- 多賀郡磯原町 （1956年3月31日）茨城市（即日改称、北茨城市）新設のため
- 多賀郡関南村 （1956年3月31日）茨城市（即日改称、北茨城市）新設のため
- 多賀郡大津町 （1956年3月31日）茨城市（即日改称、北茨城市）新設のため
- 多賀郡平潟町 （1956年3月31日）茨城市（即日改称、北茨城市）新設のため
- 多賀郡関本村 （1956年3月31日）茨城市（即日改称、北茨城市）新設のため
- 猿島郡富里村 （1956年4月1日）猿島郡富里町（即日改称、猿島町）新設のため
- 猿島郡沓掛町 （1956年4月1日）猿島郡富里町（即日改称、猿島町）新設のため
- 北相馬郡内守谷村 （1956年4月1日）水海道市に編入のため
- 北相馬郡菅生村 （1956年4月1日）水海道市に編入のため
- 真壁郡関本町 （1956年8月1日）真壁郡関城町新設のため
- 真壁郡河内村 （1956年8月1日）真壁郡関城町新設のため
- 真壁郡黒子村 （1956年8月1日）真壁郡関城町新設のため
- 東茨城郡竹原村 （1956年8月1日）東茨城郡竹原堅倉村（即日改称、美野里村）新設のため
- 東茨城郡堅倉村 （1956年8月1日）東茨城郡竹原堅倉村（即日改称、美野里村）新設のため
- 久慈郡小里村 （1956年9月1日）久慈郡里美村新設のため
- 久慈郡賀美村 （1956年9月1日）久慈郡里美村新設のため
- 多賀郡豊浦町 （1956年9月20日）日立市に編入のため
- 那珂郡小瀬村 （1956年9月29日）那珂郡緒川村新設のため
- 那珂郡八里村 （1956年9月29日）那珂郡緒川村新設のため
- 東茨城郡（旧）御前山村 （1956年9月29日）東茨城郡御前山村新設のため
- 那珂郡長倉村 （1956年9月29日）東茨城郡御前山村新設のため
- 那珂郡檜沢村 （1956年9月29日）那珂郡檜沢嶐郷村（即日改称、美和村）新設のため
- 那珂郡嶐郷村 （1956年9月29日）那珂郡檜沢嶐郷村（即日改称、美和村）新設のため
- 稲敷郡阿波村 （1956年9月30日）稲敷郡桜川村に編入のため
- 久慈郡（旧）水府村 （1956年9月30日）久慈郡水府村新設のため
- 久慈郡天下野村 （1956年9月30日）久慈郡水府村新設のため
- 久慈郡高倉村 （1956年9月30日）久慈郡水府村新設のため
- 筑波郡吉沼村 （1956年9月30日）筑波郡豊里町・大穂町に分割編入のため
- 筑波郡作岡村 （1956年9月30日）筑波郡筑波町に編入のため
- 那珂郡国田村 （1957年6月1日）水戸市に編入のため
- 東茨城郡飯富村 （1957年6月1日）水戸市に編入のため
- 筑波郡菅間村 （1957年7月1日）筑波郡筑波町に編入のため
- 稲敷郡金江津村 （1958年2月15日）稲敷郡河内村に編入のため
- 西茨城郡稲田町 （1958年2月15日）西茨城郡笠間町に編入のため
- 稲敷郡大須賀村 （1958年2月20日）稲敷郡東村に編入のため
- 東茨城郡石崎村 （1958年3月5日）東茨城郡茨城町に編入のため
- 東茨城郡赤塚村 （1958年4月1日）水戸市に編入のため

## 1960年 - 1979年
この20年間に県内に廃止市町村なし

## 1980年 - 1989年
- 筑波郡谷田部町 （1987年11月30日）つくば市新設のため
- 筑波郡豊里町 （1987年11月30日）つくば市新設のため
- 筑波郡大穂町 （1987年11月30日）つくば市新設のため
- 新治郡桜村 （1987年11月30日）つくば市新設のため
- 筑波郡筑波町 （1988年1月31日）つくば市に編入のため

## 1990年 - 1999年
- 東茨城郡常澄村 （1992年3月3日）水戸市に編入のため
- 勝田市 （1994年11月1日）ひたちなか市新設のため
- 那珂湊市 （1994年11月1日）ひたちなか市新設のため
- 鹿島郡大野村 （1995年9月1日）鹿島郡鹿島町（即日市制・改称、鹿嶋市）に編入のため

## 2000年 -
- 行方郡牛堀町 （2001年4月1日）行方郡潮来町（即日市制、潮来市）に編入のため
- 稲敷郡茎崎町 （2002年11月1日）つくば市に編入のため
- 那珂郡山方町 （2004年10月16日）那珂郡大宮町（即日市制・改称、常陸大宮市）に編入のため
- 那珂郡美和村 （2004年10月16日）那珂郡大宮町（即日市制・改称、常陸大宮市）に編入のため
- 那珂郡緒川村 （2004年10月16日）那珂郡大宮町（即日市制・改称、常陸大宮市）に編入のため
- 東茨城郡御前山村 （2004年10月16日）那珂郡大宮町（即日市制・改称、常陸大宮市）に編入のため
- 多賀郡十王町 （2004年11月1日）日立市に編入のため
- 久慈郡金砂郷町 （2004年12月1日）常陸太田市に編入のため
- 久慈郡水府村 （2004年12月1日）常陸太田市に編入のため
- 久慈郡里美村 （2004年12月1日）常陸太田市に編入のため
- 那珂郡瓜連町 （2005年1月21日）那珂郡那珂町（即日市制、那珂市）に編入のため
- 東茨城郡内原町 （2005年2月1日）水戸市に編入のため
- 東茨城郡常北町 （2005年2月1日）東茨城郡城里町新設のため
- 東茨城郡桂村 （2005年2月1日）東茨城郡城里町新設のため
- 西茨城郡七会村 （2005年2月1日）東茨城郡城里町新設のため
- 岩井市 （2005年3月22日）坂東市新設のため
- 猿島郡猿島町 （2005年3月22日）坂東市新設のため
- 稲敷郡江戸崎町 （2005年3月22日）稲敷市新設のため
- 稲敷郡新利根町 （2005年3月22日）稲敷市新設のため
- 稲敷郡桜川村 （2005年3月22日）稲敷市新設のため
- 稲敷郡東町 （2005年3月22日）稲敷市新設のため
- 下館市 （2005年3月28日）筑西市新設のため
- 真壁郡関城町 （2005年3月28日）筑西市新設のため
- 真壁郡明野町 （2005年3月28日）筑西市新設のため
- 真壁郡協和町 （2005年3月28日）筑西市新設のため
- 北相馬郡藤代町 （2005年3月28日）取手市に編入のため
- 新治郡霞ヶ浦町 （2005年3月28日）かすみがうら市新設のため
- 新治郡千代田町 （2005年3月28日）かすみがうら市新設のため
- 鹿島郡波崎町 （2005年8月1日）鹿島郡神栖町（即日市制、神栖市）に編入のため
- 行方郡麻生町 （2005年9月2日）行方市新設のため
- 行方郡北浦町 （2005年9月2日）行方市新設のため
- 行方郡玉造町 （2005年9月2日）行方市新設のため
- 旧・古河市 （2005年9月12日）古河市新設のため
- 猿島郡総和町 （2005年9月12日）古河市新設のため
- 猿島郡三和町 （2005年9月12日）古河市新設のため
- 旧・石岡市 （2005年10月1日）石岡市新設のため
- 新治郡八郷町 （2005年10月1日）石岡市新設のため
- 西茨城郡岩瀬町 （2005年10月1日）桜川市新設のため
- 真壁郡真壁町 （2005年10月1日）桜川市新設のため
- 真壁郡大和村 （2005年10月1日）桜川市新設のため
- 鹿島郡旭村 （2005年10月11日）鉾田市新設のため
- 鹿島郡鉾田町 （2005年10月11日）鉾田市新設のため
- 鹿島郡大洋村 （2005年10月11日）鉾田市新設のため
- 結城郡千代川村 （2006年1月1日）下妻市に編入のため
- 結城郡石下町 （2006年1月1日）水海道市（即日改称、常総市）に編入のため
- 新治郡新治村 （2006年2月20日）土浦市に編入のため
- 旧・笠間市 （2006年3月19日）笠間市新設のため
- 西茨城郡友部町 （2006年3月19日）笠間市新設のため
- 西茨城郡岩間町 （2006年3月19日）笠間市新設のため
- 筑波郡伊奈町 （2006年3月27日）つくばみらい市新設のため
- 筑波郡谷和原村 （2006年3月27日）つくばみらい市新設のため
- 東茨城郡小川町 （2006年3月27日）小美玉市新設のため
- 東茨城郡美野里町 （2006年3月27日）小美玉市新設のため
- 新治郡玉里村 （2006年3月27日）小美玉市新設のため